# Palazzo Adorni
Palazzo Adorni è un edificio del centro storico di Firenze, situato in piazza degli Strozzi 5.

## Storia e descrizione

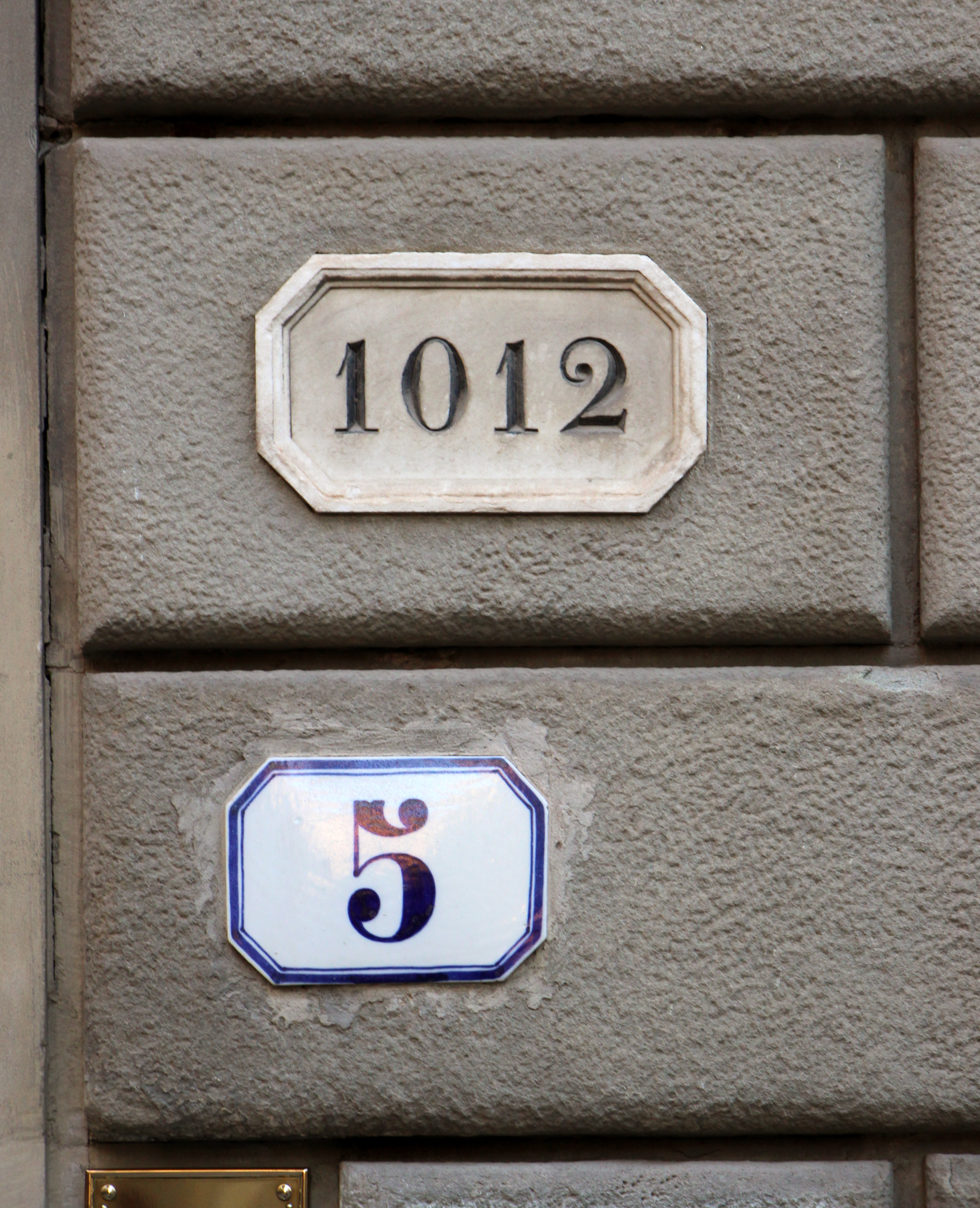
Numerazione civica napoleonica e attuale

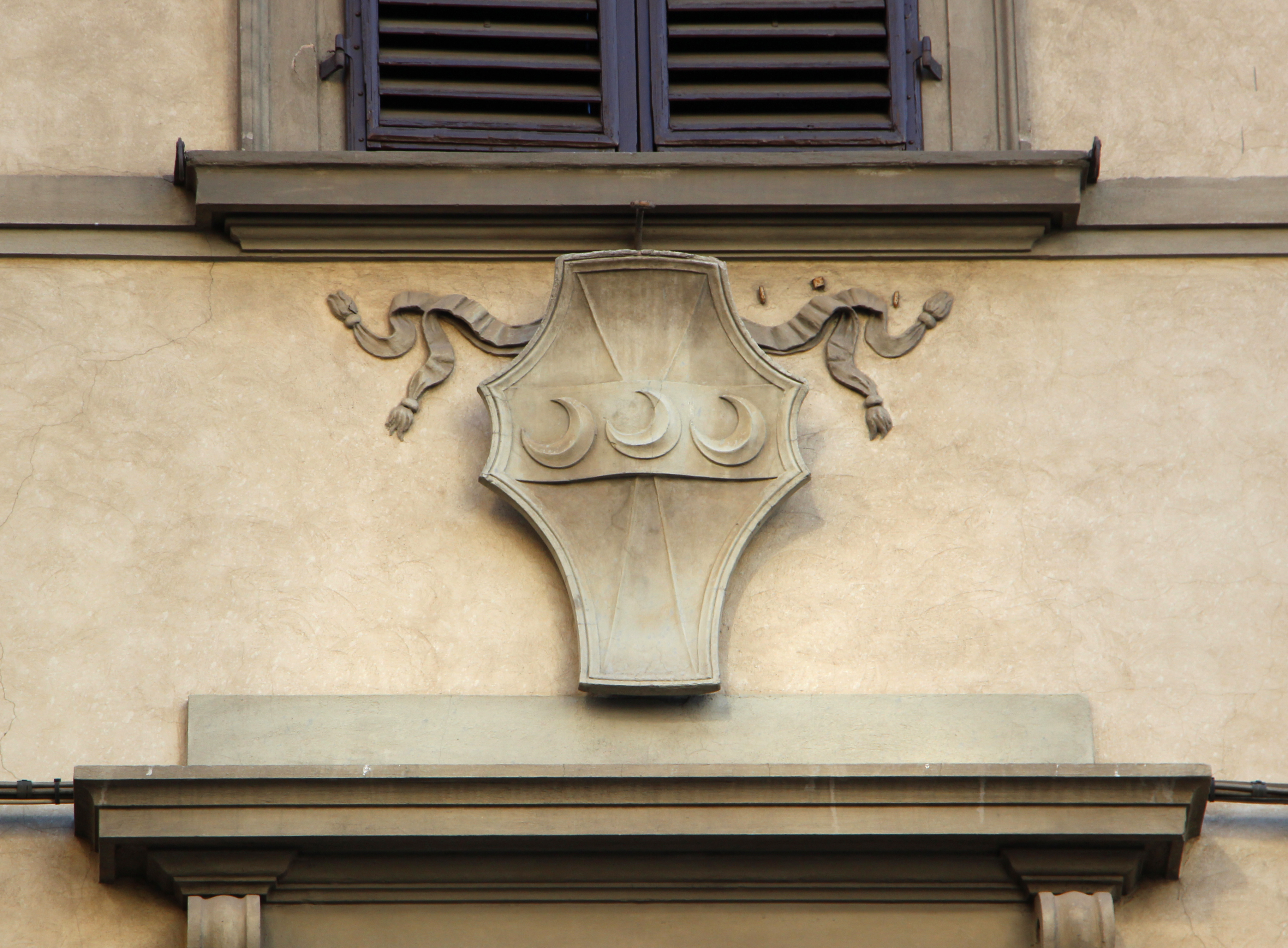
Lo stemma Strozzi

Si tratta di una palazzina di quattro piani organizzati su cinque assi, di pretto gusto tardo ottocentesco che, in ossequio al carattere della piazza (e anche in ragione della vicinanza con il palazzo Strozzi, dal quale è separata da un chiasso), ostenta un paramento a bugne in pietra artificiale per tutta l'altezza del terreno. 
Al centro del fronte è uno scudo con l'arme della famiglia Strozzi, senza smalti (alla fascia caricata di tre crescenti volti in banda), al quale l'edificio è appartenuto come d'altra parte sono appartenute tutte le fabbriche di questo lato della piazza. 
Del suo originario disegno documenta un rilievo databile al 1495 circa relativo agli edifici di contorno della piazza, ricondotto a Giuliano da Sangallo e a Benedetto da Maiano (se ne conserva la riproduzione presso l'Archivio storico del Comune di Firenze). 
A fianco dell'attuale numero civico è una targa in marmo con la numerazione napoleonica, che lo identifica con il numero 1012: si tratta di uno dei pochi ancora visibili in città, e il fatto di essere inciso in una placca di marmo, anziché dipinto sulla porta, era tipico delle residenze più signorili. 
Relativamente al vicolo degli Strozzi che separa l'edificio dalla monumentale mole del palazzo Strozzi, così ricorda il repertorio di Bargellini e Guarnieri: "L'attuale palazzo Adorno, è diviso dal palazzo Strozzi da un chiassuolo, che giunge fino a via de' Tornabuoni, ma che, una volta, a metà, s'innestava col vicolo di cui è rimasto l'ultimo tratto, nel vicolo de' Soldanieri, dalla parte di via Porta Rossa. Dai rilievi fatti dall'architetto Emilio Dori, il vicolo s'allargava in una piazzetta ora coperta ed occupata da un caffè. Il Comitato per l'estetica si adoperò a suo tempo, per la riapertura tanto del vicolo degli Strozzi, quanto del proseguimento del vicolo de' Soldanieri, ed anche della liberazione della piazzetta, con la creazione di un ambiente quanto mai suggestivo. Pare incredibile, a tale progetto si oppose ostinatamente la proprietà del Palazzo Strozzi".